# 丁公著 (唐朝)
丁公著（769年—832年），字平子，苏州吴县人。
三歲喪母，十七歲時，丁父勉其就学。贞元五年（789年）己巳科明經科状元，授集賢殿校书郎。任期未满，辭官回乡養父，其父去世，亲自负土筑坟。升任集贤殿直学士。唐穆宗時，授给事中，赐紫金鱼袋。长庆元年（821年）升任工部侍郎，是年十月，浙东灾疠，任观察使。大和三年（829年）四月以礼部尚书入为翰林侍讲学士。大和六年（832年），授太常卿，以病辞。未至家而卒。著有《孟子手音》一卷、《皇太子诸王训》十卷、《礼志》十卷，均佚。今存《孟子丁氏手音》辑本一卷。

## 延伸阅读
[在维基数据编辑]
 《舊唐書·卷188》，出自刘昫《舊唐書》
 《新唐書·卷164》，出自《新唐書》